# 권용주, 김나진의 차카차카
《권용주, 김나진의 차카차카》는 MBC 표준FM에서 매주 주말 아침 8시 5분부터 오전 9시까지 방송되는 자동차 정보 전문 라디오 프로그램이다. 
 단, 일요일만 모두 전국방송이다. 또 넷째 주 일요일은 일부 지역 자체방송이다.

## 개요
진행자 권용주는 현재 국민대학교 자동차운송디자인 겸임교수이며, 오토타임즈 편집장 출신이자 자동차 부문의 전문 칼럼니스트이다. 김나진은 mbc 문화방송 소속 아나운서로 야구 등의 스포츠 중계를 주로 담당한다.
2018년 11월 10일에 대한민국 라디오 최초로 '자동차'를 주제로 첫방송되었으며, 토요일은 물론 2019년 MBC 라디오 가을 개편으로 인해 일요일까지 확대 편성되면서 주목을 받았다. 원래의 방송 시간대는 토요일, 일요일 오전 11시 5분부터 낮 12시까지였지만 2021년 MBC 라디오 봄 개편으로 인해 방송 시간대가 토요일, 일요일 오전 11시 5분부터 낮 12시까지에서 토요일, 일요일 아침 8시 5분부터 오전 9시까지로 변경되었다. 신차 소개, 정비 상담, 모빌리티 등을 다루면서 운전자는 물론 일반 청취자에게 호응을 얻으며 동시간대 높은 청취율을 나타내고 있다.

## 방송 시간
| 방송 채널  | 방송 기간                          | 방송 시간                         | 방송 분량 |
| ---------- | ---------------------------------- | --------------------------------- | --------- |
| MBC 표준FM | 2018년 11월 10일 ~ 2019년 9월 28일 | 매주 토요일 오전 11:05 ~ 낮 12:00 | 55분      |
| MBC 표준FM | 2019년 10월 5일 ~ 2020년 12월 27일 | 매주 주말 오전 11:05 ~ 낮 12:00   | 55분      |
| MBC 표준FM | 2021년 1월 2일 ~ 2021년 3월 28일   | 매주 주말 오전 11:05 ~ 오전 11:52 | 47분      |
| MBC 표준FM | 2021년 4월 3일 ~ 현재              | 매주 주말 아침 8:05 ~ 오전 9:00   | 55분      |

## 코너
- 차카차카 핫클릭
- 기쁘다 전문카 오셨네
- 차카차카 핫클릭
- 차카차카 시승기
- 카스토리
- 자동차 여행길

## 지역 방송국 프로그램
| 방송국         | 방송 권역  | 프로그램         | 방송 시간                                   | 진행자            |
| -------------- | ---------- | ---------------- | ------------------------------------------- | ----------------- |
| 부산MBC 표준FM | 부산광역시 | 우리 산책할래요? | 매주 토요일 아침 8시 5분 ~ 아침 8시 30분    | 서정모 아나운서   |
| 부산MBC 표준FM | 부산광역시 | 라디오 시민세상  | 매주 토요일 아침 8시 30분 ~ 오전 9시        | 노주원            |
| MBC경남 표준FM | 경상남도   | 열려라 라디오    | 매월 넷째 주 일요일 아침 8시 5분 ~ 오전 9시 | 시청자 미디어센터 |

## 같이 보기
- 자동차
- 과학카페, 과학스페셜, 궁금한 일요일 장영실쇼 (KBS 1TV)
- 발칙한 사물 이야기 다빈치 노트, 과학수사대 스모킹 건, 셀럽병사의 비밀 (KBS 2TV)
- 최고다! 호기심딱지 (EBS 1TV)
- 사이언스 탐정, 한자로 통(通)하는 삼국지 (EBS 2TV)